# Holzblasinstrumentenmacher
Die Berufsbezeichnung Holzblasinstrumentenmacher (genannt auch Holzblasinstrumentenbauer) bezeichnet einen Hersteller und Restaurator von Holzblasinstrumenten, darunter:
- Flöteninstrumente
- Instrumente mit einfachem Rohrblatt, wie Klarinetten oder Saxophone
- Instrumente mit Doppelrohrblatt, z. B. Oboen oder Fagotte

Die Gruppe Holzblasinstrumente wird durch Schwingung der Luftsäule mittels Luftblatt oder Rohrblatt bei der Tonerzeugung, nicht durch das überwiegende Material des Instrumentes bestimmt. Querflöten und Saxophone bestehen heute fast vollständig aus Metall, werden aber dennoch zu den Holzblasinstrumenten gezählt. 
Manche Instrumentenbauer spezialisieren sich auf eine der drei Gruppen oder gar auf ein bestimmtes Instrument, andere Werkstätten beschäftigen sich auch zusätzlich mit Blechblasinstrumenten.

## Geschichte
Ihre ersten Flöten schnitzten die Urmenschen aus Holz oder Knochen, auch der griechische Aulos wurde noch von seinem Spieler selbst hergestellt. Bei dieser Tradition blieb es lange Zeit.
Erst im Mittelalter begannen Tischler oder Holzschnitzer, sich auf den Instrumentenbau zu spezialisieren. Wie Abbildungen von Werkstätten aus dieser Zeit zeigen, stellten sie meistens auch Streich- und andere Instrumente aus Holz her.
In der Barockzeit und danach gingen große Weiterentwicklungen der Instrumententechnik von den Herstellern aus: Das Teilen des Instruments in mehrere handliche Stücke (vor allem beim Fagott), das Hinzufügen nützlicher Zusatzklappen und die Suche nach einer Form des Instruments und der Bohrung, die schönen Klang und perfekte Intonation zugleich ermöglichte. Später wurden mit den modernen Methoden der Mathematik und Akustik die Griff- und Klappensysteme reformiert: 1847 baute Theobald Böhm eine Querflöte nach einem neuen System, das bis heute verwendet wird und auch auf vielen Klarinetten angewendet wird.
Auch Neuentwicklungen von Instrumenten wurden von Holzblasinstrumentenbauern durchgeführt. So gilt der Instrumentenbauer Johann Christoph Denner als Erfinder der Klarinette im Jahr 1700.

## Material
- Querflöten werden aus den verschiedensten Metallen, von Aluminium bis Gold oder Platin, aber auch Kunststoff oder Holz hergestellt. Die Wahl des Materials hängt in erster Linie von der finanziellen Situation und den klanglichen Vorlieben des Flötisten ab.
- Blockflöten werden vorzugsweise aus Kunststoff oder den verschiedensten Harthölzern wie Ahorn, Birne, Europäischer Buchsbaum, Grenadill, Ebenholz oder Pflaume gebaut.
- Oboen und Klarinetten werden überwiegend aus Grenadill, Buchsbaum oder Ebenholz hergestellt sein.
- Die tieferen Instrumente der Klarinettenfamilie werden oft aus Palisander gebaut.
- Auch Fagotte wurden früher aus Palisander gemacht, heute verwendet man meist Ahornhölzer. Die Mechanik besteht heutzutage in der Regel aus Messing-Guss  bzw. selten noch aus Neusilber. Sie wird zusätzlich galvanisiert (versilbert, vernickelt oder vergoldet).
- Saxophone werden aus unterschiedlichen Messinglegierungen gefertigt, mitunter finden sich auch Modelle aus besonderem Material wie z. B. Neusilber oder Silber.

## Verarbeitung
Das Holz wird nach strengen Kriterien ausgesucht und mehrere Jahre gelagert, um es schonend und spannungsfrei zu trocknen. Danach werden die zurechtgeschnittenen Kanteln in mehreren Arbeitsschritten auf das Innenbohrmaß aufgebohrt, um das Risiko eines Verziehens zu minimieren. Nach dem Abdrehen und Schleifen auf der Drechselbank zur äußerlichen Formgebung werden die Flötenteile mit Ölen oder Wachsen imprägniert, um die Feuchtigkeitsaufnahme des Holzes zu beschränken.
Dann erst werden die Tonlöcher markiert und sorgfältig gebohrt und ggf. die Klappen angebracht. Die genaue Positionierung der Löcher und der Öffnungswinkel der Klappen ist es, was einen wahren Meister des Faches auszeichnet: Da beim Spiel von Holzblasinstrumenten die verschiedenen Töne durch etliche Kombinationen offener und geschlossener Klappen und Tonlöcher erzeugt werden, kann schon eine minimale Abweichung des Bohrwinkels fatale Folgen für die Intonation des gesamten Instruments haben.